# Ametacyna holzschuhi
Ametacyna holzschuhi är en skalbaggsart som beskrevs av Hüdepohl 1995. Ametacyna holzschuhi ingår i släktet Ametacyna och familjen långhorningar.
Artens utbredningsområde är Filippinerna. Inga underarter finns listade i Catalogue of Life.